# Zuid-Afrikaans rugby sevensteam (mannen)
Het Zuid-Afrikaanse rugby sevensteam is een team van rugbyers dat Zuid-Afrika vertegenwoordigt in internationale wedstrijden.

## Wereldkampioenschappen
Zuid-Afrika heeft aan alle wereldkampioenschappen deelgenomen. De beste prestatie was zilver in 1997.
- WK 1993: 5e
- WK 1997:
- WK 2001: 5e
- WK 2005: 5e
- WK 2009: 5e
- WK 2013: 5e
- WK 2018:
- WK 2022: 7e

## Olympische Zomerspelen
Zuid-Afrika won tijdens de Olympische Zomerspelen 2016 en 2024 de bronzen medaille.
- OS 2016:
- OS 2020: 5e
- OS 2024: